# John Jones (kierowca wyścigowy)
John Jones (ur. 19 października 1965 w Thunder Bay) – kanadyjski kierowca wyścigowy.

## Kariera
Jones rozpoczął karierę w wyścigach samochodowych w 1983 roku od startów w Walter Wolf Formuła Ford Pro Series oraz MSA GTU Championship. Jedynie w Formule Ford zdobywał punkty. Siedmiokrotnie tam wygrywał. Uzbierane 302 punkty pozwoliły mu zdobyć tytuł mistrzowski. W tym samym roku w wyścig The Nationals 83 – CASC Formula 2000 Canadian Run-Off. W późniejszych latach pojawiał się także w stawce Kanadyjskiej Formuły Ford 2000, Formuły 3000 Curaçao Grand Prix, IMSA Camel GTO, Formuły 3000, IndyCar World Series, Liquid Tide Trans-Am Tour, IMSA World Sports Car Championship oraz CART PPG/Firestone Indy Lights Championship.
W Formule 3000 Kanadyjczyk startował w latach 1986–1987, 1990. W pierwszym sezonie startów w ciągu dziewięciu wyścigów, w których wystartował, uzbierał łącznie jeden punkt. Dało mu to 21 miejsce w klasyfikacji generalnej. Rok później Jones stanął już raz na podium. Z dorobkiem ośmiu punktów uplasował się na jedenastym miejscu w końcowej klasyfikacji kierowców. W 1990 roku również stanął na podium. Dorobek siedmiu punktów pozwolił mu zająć dwunastą pozycję.